# Louches
Louches település Franciaországban, Pas-de-Calais megyében. Lakosainak száma 948 fő (2022. január 1.). Louches Autingues, Ardres, Brêmes, Clerques, Landrethun-lès-Ardres, Nielles-lès-Ardres, Tournehem-sur-la-Hem és Zutkerque községekkel határos.

## Népesség
A település népességének változása:
| Lakosok száma | 944  | 946  | 965  | 960  | 955  | 950  | 945  | 941  | 948  |
|               | 2013 | 2015 | 2016 | 2017 | 2018 | 2019 | 2020 | 2021 | 2022 |